# ATPL
ATPL (сокр. от англ. Airline Transport Pilot License) — лицензия пилота транспортной авиации, российский аналог — свидетельство линейного пилота. Лицензия позволяет пилотам выполнять коммерческие перевозки в качестве КВС или второго пилота на самолетах со взлётной массой более 5700 килограмм.

## Требования для получения FAA ATPL
1. Пилот должен иметь налёт не менее 1500 часов, в который засчитывается не более 100 часов налёта на тренажёре. Для пилота вертолёта требования по налёту установлены в размере 1000 и 100 часов соответственно.
2. Пилот самолёта должен иметь не менее 500 часов налёта в качестве командира воздушного судна (КВС) под наблюдением (только для самолётов). Или 250 часов налёта в качестве КВС. Или 70 часов налёта в качестве КВС и 180 часов — в качестве КВС под наблюдением.
3. Пилот самолёта должен иметь 200 часов налёта, выполняя полёты по маршруту. Из них 100 часов — в качестве командира воздушного судна или в качестве КВС под наблюдением.
4. Пилот должен иметь не менее 75 часа налёта по приборам из которых не более 30 часов — на тренажёре (для самолётов). Для пилотов вертолётов 30 и 10 часов соответственно.
5. Пилот должен иметь 100 часов налёта ночью (для самолётов) или 50 часов (для вертолётов) в качестве КВС или второго пилота.